# Magnus Duræus
Magnus Duræus, född 31 oktober 1621 i Tuna socken, död 9 augusti 1679 i Stockholm, var en svensk präst i Kvillinge församling, Rystads församling och Katarina församling.

## Biografi
Magnus Duræus föddes 31 oktober 1621 i Tuna socken. Han var son till kyrkoherden Christophorus Duræus i Skänninge. Duræus blev 1640 student vid Uppsala universitet och blev samma år student vid Kungliga Akademien i Åbo i Åbo. Han blev 1644 kollega i Viborg och prästvigdes 5 februari 1645 i Skönberga kyrka till komminister i Narva. Duræus blev 1656 magister i Dorpat och 1657 kyrkoherde Rystads församling. Han blev 1659 kontraktsprost i Åkerbo kontrakt. År 1666 blev han kyrkoherde i Kvillinge församling och 1674 kyrkoherde i Katarina församling, Stockholm. Duræus avled 9 augusti 1679 i Stockholm.

### Familj
Duræus gifte sig första gången 1647 med Kerstin Andersdotter Stålbåge (död 1665). De fick tillsammans barnen Christopher (född 1648), Maria (1652–1667), Christina (1657–1657), Elisabeth (född 1658), Carl (1660–1663) och Catharina (1663–1664).
Duræus gifte sig andra gången 1666 med Anna Franc (död 1679). Hon var dotter till kyrkoherden Petrus Petri Franc och Margareta Scheder i Kvillinge socken. Anna Franc hade tidigare varit gift med kyrkoherde Jonas Bjugg i Kvillinge socken. Duræus och Franc fick tillsammans barnen Anna (född 1667), Kerstin Kerstin (född 1668), Margareta (född 1669), Per (född 1671) och Christina Maria (född 1675).